# ケント州におけるユグノーの歴史
ケント州におけるユグノーの歴史（ケントしゅうにおけるユグノーのれきし、英語: History of the Huguenots in Kent）は1500年代半ばまで遡る。

## 初期の歴史

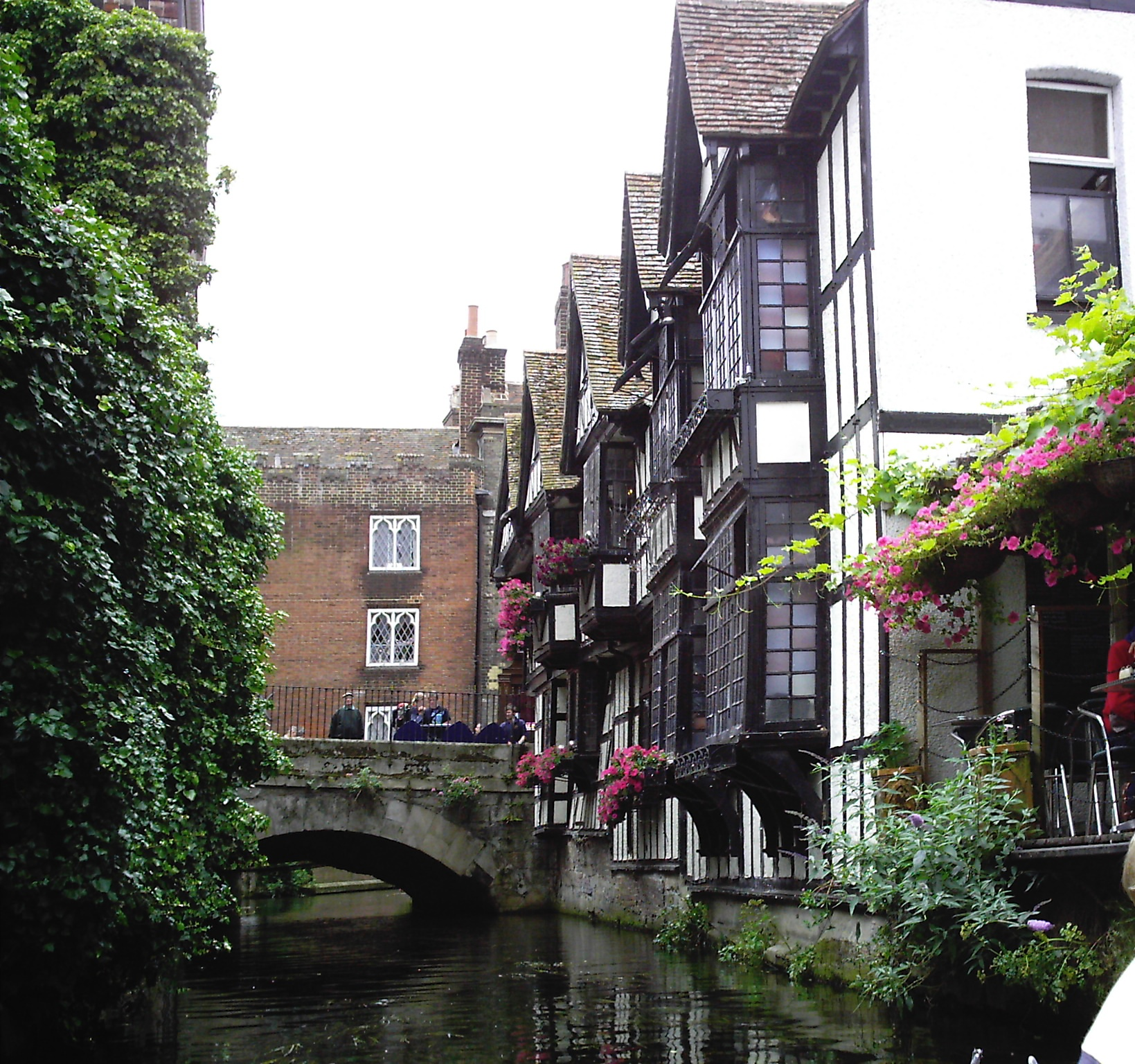
ユグノー教徒の繊維業者・羊毛制作業者の家（カンタベリー）

### 最初のユグノー・コミュニティと退避
16世紀半ば、フランスや低地諸国での迫害や紛争を経験した多くのユグノー教徒たちは、イングランドなどの改革派地域に逃れて定住した。カンタベリーには、イングランドで最初のユグノー教会が設立された。このカンタベリーで最初のユグノー教会は、1548年頃、ヴァレラン・プーラン（Valérand Poullain）とフランソワ・ド・ラ・リヴィエールとともにストラスブールから移住してきたヤン・ウテンホーフによって設立された。カトリック女王メアリー1世の即位に伴い、カンタベリーに住んでいたユグノー教徒は、1553年から1553年にかけて、エムデン、ヴェーゼル、チューリッヒ、ストラスブール、フランクフルト、そして後にバーゼル（Wesel）、ジュネーヴ、アーラウへと、メアリー女王による追放者たちイギリス人とともに退避を余儀なくされた。

### サンドウィッチへの帰還と定住
エリザベス1世の即位後、1559年のヤン・ウテンホーフ（Jan Utenhove）をはじめ、何人かのユグノーがロンドンに帰還した。1561年7月6日、ロンドンのオランダ教会（Dutch Church, Austin Friars）は、低迷していたケント州サンドウィッチの経済を活性化させるため、ユグノーの20～25家族をサンドウィッチに移動させる許可を与えた。彼らは1561年12月末までに到着し、労き手や使用者を含む新しいコミュニティは406人となった。サンドウィッチのセント・ピーター教会（St Peter's Church, Sandwich）がユグノー教徒用に確保され、セント・クレメンツ教会の使用も許可された。フランドル地方、アルトワ地方、ピカルディ地方からも新たなユグノーが到着し、サンドウィッチにおけるユグノー難民の存在は急速に拡大し始めた。
1568年までに、サンドウィッチに送られた当初の25家族は、ほとんどがオランダ人とフランス人であったが、ベルギーのワロン人8家族が加わり、別の教会集会を形成していた。1572年、これらの集会は統合され、1573年にこのユグノー共同体へ女王も訪問した。この頃、サンドイッチのユグノー人口は町全体の人口のほぼ3分の1を占めるまでに成長した。また何人かのユグノーの庭師たちは、ロンドンに近いワンズワース、バタシー、バーモンジーにも移り住んだ。

### ライとケント州の他の初期移住地

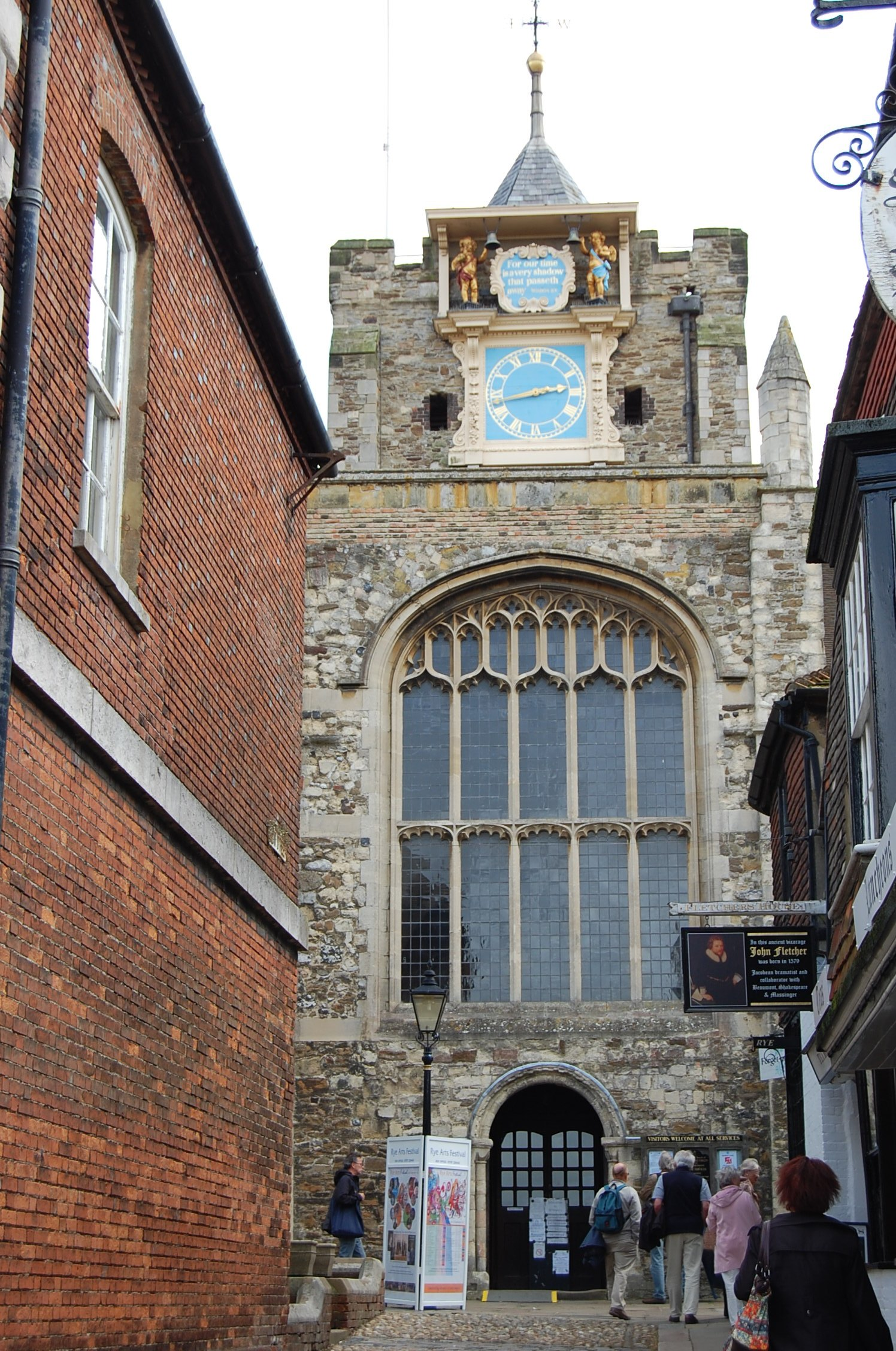
ライのセント・メアリー教会の時計と鐘楼

サセックス州ライの町には、1560年代初頭、少数の難民たちが住んでいた。ケント州ではないが、ライのユグノー社会は主にケント州の人々と交流し、多数のユグノーがケント州の町に移住した。1562年5月までにおよそ500人のユグノーがフランスから到着し、同月にはディエップからさらに2隻の船が難民を満載して到着した。セント・メアリー教会の時計は1562年頃にルイス・ビリアードというユグノーによって作られている、この小教区教会の使用をユグノーに許されていたからである。
1568年から9年にかけての冬、多くのユグノーがイギリス海峡を渡り、ライに上陸した。その中にノルマンディーのバクヴィユ（Bacqueville）から来たエクトル・ハモン（Hector Hamon）がいた。ライのユグノー社会が過密状態になると、ハモンは近くのウィンチェルシーに移転し、そこで集会を設立した。1572年の「サン・バルテルミの虐殺」以降は、641人が到着して、貴族、商人、医師、牧師、学生、教師、職人、労働者など、多様な階層と職業の人々が含まれていた。1582年には1500人以上、1584年には1534人以上で、これは同市全人口の3分の1を超えた。過密状態になったので、1590年以降はその数は減少していった。
1621年、ドーバーでは他の重要な到着もあって、ユグノー派の牧師がセント・メアリー教会を部分的に使用することを許可された。17世紀初頭の国勢調査では、2人の牧師、3人の医師、8人の商人、2人の校長、13人の呉服商、8人の織工と毛織商など、78人のフランス人難民と13人のワロン人難民がドーバーに居住していた。メイドストンとフェイヴァーシャム（Faversham）にも難民教会が作られた。メイドストンでは1573年にオランダ人とフランドル人が定住し、聖フェイス教会堂（St Faith' Church）の使用を認められた。

### カンタベリーにおけるユグノー共同体の初期の発展
1567年7月、カンタベリーの市役人によって、市内に難民の集落を設立することが提案されたが、1574年後半にエクトル・ハモン率いるライとウィンチェルシーのユグノー集落からユグノーの18家族がハイ・ウィールドを越えて市内に入るまで、ユグノーが到着することはなかった。ハモンは、ヴァンサン・プリモン（1572年11月にライに到着した学校長）とともに、カンタベリーの新しいユグノー共同体を代表して嘆願書を書き、その中で、宗教の自由な行使、礼拝所の割り当て、学校長が自分たちの若者とフランス語を学びたい者の両方を教えること、などを嘆願した。1575年初頭、カンタベリーの市役人とユグノーとの間の協定が批准され、ユグノーに宗教の自由な行使が認められ、ユグノーは市のイギリス人住民よりも多く課税されることがないことを認められた。さらに、ユグノーたちは聖アルフェージュ教会の使用を許された。1575年3月付の書簡で、エクトル・ハモンは自らを「カンタベリー教会の大臣／牧師」（Minister of the Church in Canterbury）と称し、ヴァンサン・プリモンの子供を含む多くのユグノーの子供たちが聖アルフェージュ教会で洗礼を受けた。
1575年6月、サンドウィッチのワロン難民の大半はカンタベリーに移転し、当初のユグノー25家族と少数のワロン難民が残った。カンタベリー市は、トマス・ベケットの墓が破壊された後の巡礼の減少により、このような人口増加を受け入れることができた。カンタベリーへの新しい移住者の中には、サンドウィッチでワロン集会の牧師をしていたアントワーヌ・レスカイエ（Antoine Lescaillet）もいた。ワロン人がカンタベリーに到着すると、2つの信徒はヘクトル・ハモンとアントワーヌ・レスカイエが聖アルフェージュ教会で合同礼拝を行うようになったが、1576年の初めまでには、彼らはカンタベリー大聖堂（北緯51度16分47秒 東経1度04分59秒 / 北緯51.27972度 東経1.08306度座標: 北緯51度16分47秒 東経1度04分59秒 / 北緯51.27972度 東経1.08306度）の地下聖堂を教会として使用することを認められた。1576年7月、ハモンはフランスに戻り、レスカイエは地下聖堂教会の唯一の聖職者となった。

## カンタベリーにおけるユグノー共同体の歴史

### コンシストリーと地下聖堂教会の運営
迅速に発展した地下聖堂教会とコンシストリーは、カンタベリーにおけるユグノー共同体の核となった。コンシストリーは聖職者と長老で構成され、しばしば執事と関連していた。教会の長老と執事は毎年選出され、最初の数年間は民衆の直接投票によって選出されたが、後にコンシストリーの投票によって選出された。1576年のクリスマスに行われた最初の選挙では、5人の長老が選ばれ、6人の執事（そのうちの4人は1571年にサンドウィッチで執事を務めていた）が続いた。次の選挙は1577年のクリスマスに行われ、再び5人の長老と6人の執事が選出された。1578年には3人の長老と3人の執事のみが選ばれた。「Actes du Consistoire」と題された総会の記録は、聖職者アントワーヌ・レスカイエ自身によって1576年7月から書かれたものである。

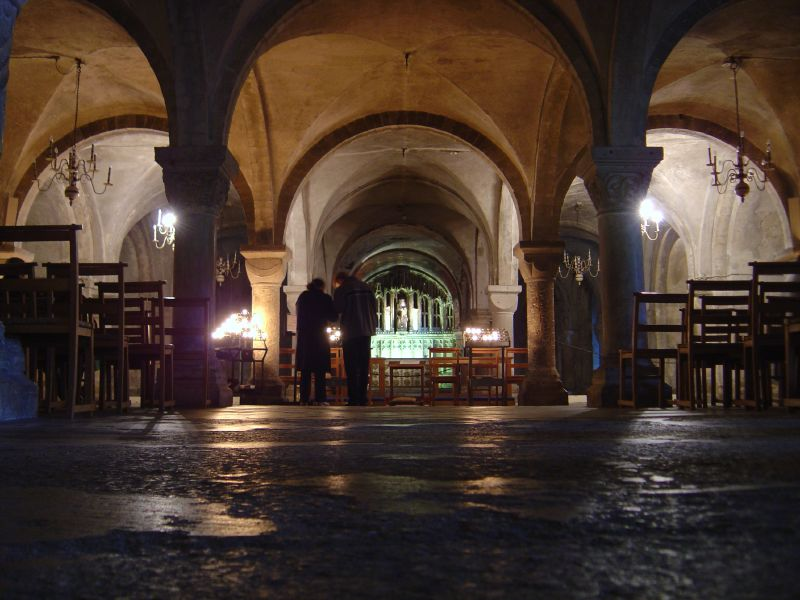
カンタベリー大聖堂の地下聖堂

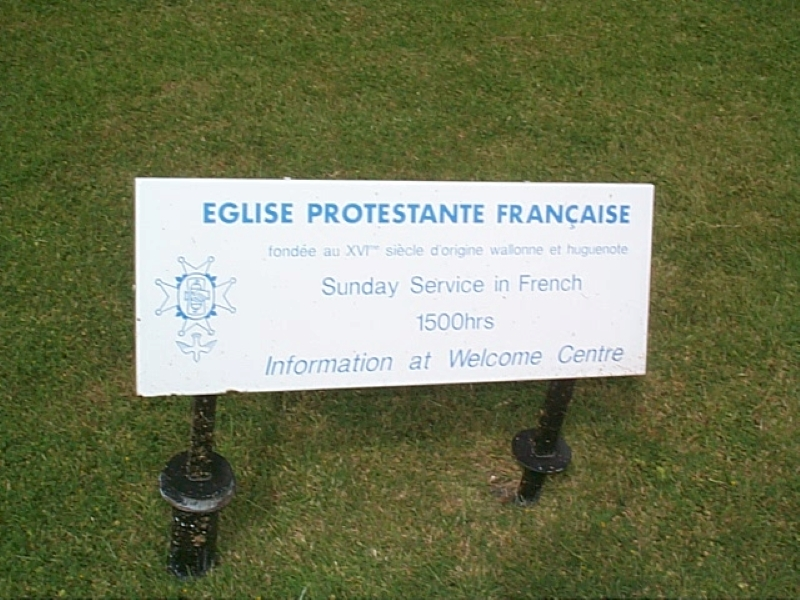
カンタベリー大聖堂地下聖堂のフランス語プロテスタント教会（ユグノー教会）の利用は、現代まで継続している（カンタベリー大聖堂の芝生での集会案内、2001年）。

長老と執事がカンタベリーのユグノー・コミュニティーのリーダーで、彼らはカンタベリーの市役人によって支えられていたた。歴史家F.W.クロス（F.W. Cross）によれば、「難民たちの各居住地は、事実上、ジュネーヴに倣った小さな宗教共和国を構成していたが、ジャン・カルヴァンのより厳しい制度に一定の修正を加えていた。「1582 年10月、コンシストリーは、長老2名、助祭2名、毛織物職人2名、パスマンティエ（passementiers）3名、仕立屋1名の計12名をその警察組織に選出した。彼らは市長によって宣誓され、権威と尊敬を集める法廷となった。犯罪者が難民たちの法廷の権威に服従することを拒否したとき、彼らは市長に訴え、市長は犯罪者を逮捕させた。1582年には、カンタベリーのユグノー共同体の特権がイングランド教会の教会裁判所によって争われ、コンシストリーはその特権を守ることに成功した。地下聖堂はカンタベリーのユグノー市民だけでなく、サンドウィッチに残っていた数少ないワルーン人にも奉仕していた。サンドウィッチの信徒はほとんがどフラマン語であったため、カンタベリーの教会に通うことが許されていた。教会とコンシストリーは多くの責任を負っていたにもかかわらず、移住初期にはその力には非常に限界があった。
アントワーヌ・レスカイエは、20年以上カンタベリーで卓越した聖職者であったが、1595年1月に病死した。その後を継いだのは、ロンドンのオランダ教会から派遣されたサミュエル・ル・シュヴァリエ（Samuel le Chevalier）であり、彼は唯一の聖職者となり、以後20年間その地位にあった。1617年、サミュエル・ル・シュヴァリエの後任として、ジャン・ブルテール（Jean Bulteel）とフィリップ・デルメ（Philippe Delmé）が共同聖職者を務めた。

### カンタベリーのユグノー人口と経済
カンタベリーのユグノー人口は、1572年のサン・バルテルミの虐殺の後、著しく増加した[29]。1597年、総会の調査の結果、男性、女性、幼児を含む信徒数は2068人にのぼることが判明した。1590年から1630年の間にカンタベリーに居住した外国生まれのユグノーの大半は、アルトワとフランドルの国境に広がる国境地帯で生まれた。また、ブローニュ郡、エノー郡、ポンティユ郡、アミアン郡、[[トゥルネー]公爵＝司教領、カンブレジ公爵＝司教領、カレー地区の出身者も多かった。特にアルマンティエール、トゥルネー、トゥールコワン、リール、ヴァランシエンヌ、カンブライ、アラス、アミアン、サン＝アマン、アントウェルペン（アントワープ）などの都市が多く、レイエ川流域の農村出身者も多かった。17世紀初頭、1598年のナントの勅令により難民の数は激減した。
最初にウィンチェルシーに定住したカンタベリーのユグノーたちはサージ毛織物、タフタ、ボンバジン絹織物の熟練した織物職人であったが、1575年の難民たちは毛織物、梳毛、紡績、染色に長けていた。彼らはフランドルの製法に従った製造を許されたが、イングランドの製法での製造は許されなかった。高度に製造された製品にはラシャ、薄いので軽いサージ (毛織物)、織物の手の混んだ後処理（パスマントリー）があった。